# ドワンゴ
株式会社ドワンゴ（英: DWANGO Co., Ltd.）は、東京都中央区に本社を置く日本のIT関連企業である。株式会社KADOKAWAの完全子会社。コンピュータエンターテインメント協会正会員。
社名のDWANGOは、「Dial-up Wide Area Network Gaming Operation」の頭文字をとったものである。元々はアメリカ合衆国のインタラクティブビジュアルシステムズ社（IVS／Interactive Visual Systems）が運営していたオンラインゲームサービスの名称であり、IVS社から権利を譲り受けたものである。

## 沿革
1994年12月、ロバート・E・ハントレー（Robert E. Huntley）が経営していたインタラクティブビジュアルシステムズ社（IVS）により、アメリカ・テキサス州のヒューストンで動画研修やオンラインゲーム接続環境を提供するサービス"DWANGO (Dial-up Wide Area Network Gaming Operation)"として始められた。
インターネット普及前でパソコン通信かつWindows 3.1をDOSモードで起動して単独で動かさねばならないアプリケーションソフトウェアであったにもかかわらず、id Software社の協力を得てDoomに代表される初期の代表的なFPSの対戦を可能にし、翌1995年初頭までには月額8.95$を支払う登録者が1万人を超える好評を博す。
1996年、サービスを日本、韓国、シンガポールに拡張。日本では株式会社ソフトウェアジャパンが運営権およびマスターフランチャイズ権を取得したが、同年11月にソフトウェアジャパンは経営破綻した。その後1997年4月、ソフトウェアジャパンに勤めていた川上量生が、ジェイムズ・スパーンの勧めにより、ハントレーとともにIVS社の子会社として、有限会社ドワンゴジャパンを設立した。
1997年8月、川上とハントレー、ゲーム作成団体のBio 100%の森栄樹 により、IVS社の子会社として株式会社ドワンゴを設立した。
1998年、IVS社は、前年（1997年）12月より急速に拡大するインターネット市場に対応するために、マイクロソフト社のInternet Gaming Zoneに参加し、DWANGO Zoneを立ち上げていたが、DWANGO参加者を増やそうとしたことに起因する技術的問題や、時間課金制を取ったために支持を失い、DWANGOサービスそのものを停止し、資金調達にも失敗して、同年10月に破綻した。
- 1997年（平成9年）
  - 8月6日 - コンピュータゲームネットワークの接続サービスを目的として、Interactive Visual Systems Corporation、ランドポート株式会社他3名の出資により、東京都品川区東五反田一丁目10番9号に株式会社ドワンゴ（資本金1700万円）を設立[注 4]。
- 1998年（平成10年）
  - 2月 - 本社を東京都中央区日本橋人形町二丁目13番9号に移転。
  - 10月 - 米国MicrosoftからDreamcast用カスタムWindows CEの日本国内でのサードパーティへの技術サポート業務を受託。
  - 11月 - 有限会社ディシーエル（現 株式会社インフォーエス）、ランドポート株式会社他3名を割当先とした第三者割当増資を実施。
- 1999年（平成11年）
  - 2月 - 本社を東京都中央区日本橋人形町二丁目14番6号に移転。
  - 8月 - Interactive Visual Systems Corporationより『DWANGO』の全世界における商標、知的所有権、その他すべての権利を譲受。
  - 8月 - 有限会社バイオ百パーセント（旧・有限会社ドワンゴジャパン）、森栄樹、川上量生を割当先とした第三者割当増資を実施。
  - 11月 - i-mode向けゲームコンテンツサイト「ドワンゴかもね」をサービス開始。第一弾ゲームとして釣りシミュレーションゲーム「釣りバカ気分」の配信を開始。
- 2000年（平成12年）
  - 4月 - コナミ株式会社、株式会社エヌ・ティ・ティ エムイー情報流通（現エヌ・ティ・ティレゾナント株式会社）を割当先とした第三者割当増資を実施。
  - 5月 - Intel Pacific, Incを割当先とした第三者割当増資を実施。
  - 6月 - ネットワークゲームのコンテンツとシステムを統合的に開発することを目的として、株式会社フロム・ソフトウェアと合弁で株式会社フロム・ネットワークスを設立。
  - 6月 - 小林宏が代表取締役社長に、川上量生が代表取締役会長に、森栄樹が代表取締役副社長に就任[17]。
  - 8月 - 株式会社イサオ、株式会社ソニー・コンピュータエンタテインメントなどを割当先とした第三者割当増資を実施。
  - 8月 - 株式会社エヌ・ティ・ティエックス（現・エヌ・ティ・ティレゾナント株式会社）、株式会社サイタスマネジメントと共同で、携帯端末向けコンテンツ事業者向けの高付加価値プラットフォーム｢XnetBooster｣の提供を開始[18]。
  - 9月 - 本社を東京都中央区日本橋蛎殻町一丁目39番5号に移転。
  - 11月 - 大阪市西区西本町に大阪開発部を開設。
  - 12月 - アジア市場開拓を目的として、中華民国に多玩國股份有限公司を設立。
- 2001年（平成13年）
  - 2月 - 資本金を4億4,000万円に増資。
  - 4月 - 携帯電話向けコンテンツ開発・運営を目的として、株式会社コンポジットを設立。
  - 5月 - 携帯電話向けゲームパックサイト「ドワンゴ7」（いろメロゲームズ、携帯ゲーム百選）を開設。
  - 6月 - 株式会社コンポジットとの共同事業でi-mode向け着信メロディサイト「16メロミックス（現・dwango.jp）」の配信を開始。
  - 10月 - 携帯電話向けコンテンツの企画・開発・運営を目的として、株式会社マリアス（現・株式会社エンティス）を設立。
- 2002年（平成14年）
  - 2月 - 着信ボイス配信サイト｢16メロボイス｣（後のいろメロと〜く、dwango.jpボイス）サービス開始。
  - 5月 - ドイツE-Plusが運営するiモードに「Traders Odyssey」を配信[19]。
  - 7月 - 携帯電話コンテンツを軸にしたコンセプトショップ「ドワンゴショップ」を7月18日から8月25日の期間限定で裏原宿にオープン[20]。
  - 8月 - Dwango North America, Inc.との商標使用許諾契約および技術ライセンス契約を締結。
  - 11月 - 「40メロミックス（現・dwango.jp）」をはじめとした携帯電話向けコンテンツサービスにおける協業体制の一層の強化を目指し、株式会社コンポジットを完全子会社化。
- 2003年（平成15年）
  - 2月 - 本社を東京都中央区日本橋浜町二丁目31番1号に移転。
  - 7月 - 東京証券取引所マザーズに株式上場（資本金8億8,625万円）。証券コード 3715
  - 8月 - いろメロミックス（現・dwango.jp）の人気コーナー「アニメロミックス」を独立させ、アニメに特化した着信メロディサイト「アニメロミックス」を開始。
  - 9月 - Dwango North America, Inc.とWoodland Hatchery, Inc. (OTCBB: WLDH)が、株式交換を行い、Woodland Hatchery, Inc. がDwango North America Corp.（別名:Dwango Wireless、OTCBB:DWGN）に商号変更。
  - 11月 - いろメロミックス（現・dwango.jp）にて、着信ボイス＆動画が融合したオリジナルムービーが楽しめるサービス「着と〜く」を開始
  - 12月 - いろメロミックス（現・dwango.jp）にて、番組形式の情報コーナー「いろメロ生放送」を開始。
- 2004年（平成16年）
  - 2月 - 次世代携帯電話機向けコンテンツの制作・供給業務を目的として株式会社モバイルコンテンツを設立し、同社を通じて株式会社エクシングと携帯電話機向けのコンテンツの制作と利用に関して提携。
  - 4月 - いろメロミックス(現・dwango.jp)の着うたコーナー「CDサウンド」を独立させ、着うたサイト「いろメロCDサウンド（後のdwango.jpうた）」を開始
  - 8月 - タワーレコード株式会社の株式の一部を取得すると共に、同社及び株式会社NMNLと業務提携。
  - 9月 - 東京証券取引所市場第一部に市場変更（資本金48億6,855万円）。
- 2005年（平成17年）
  - 2月25日 - いろメロミックス（現・dwango.jp）にて、携帯電話向けのストリーミング放送サービス「パケットラジオ（通称：パケラジ）」を開始。
  - 4月21日 - ゲームソフトウェアの企画・制作・販売を行う株式会社チュンソフト（現・スパイク・チュンソフト）を子会社化。
  - 7月10日 - 文化放送と共同で、アニメソングの祭典「Animelo Summer Live」を初回開催。
  - 10月16日 - 株式会社コンポジット（子会社）を吸収合併。
  - 10月28日 - Dwango North America Corp.（別名:Dwango Wireless、OTCBB:DWGN）との商標使用許諾契約および技術ライセンス契約を終了[注 5]。
  - 11月14日 - 各種コンテンツや情報サービス等を携帯電話メールを利用して提供するサービスの企画・制作及び供給業務を目的として株式会社ニワンゴを設立。
  - 11月16日 - 株式会社スパイキーから株式を取得し、ゲームソフトウェアの企画・制作・販売を行う株式会社スパイクを子会社化。
  - 12月8日 - 株式会社チュンソフト、株式会社スパイクを子会社とする中間共同持株会社、株式会社ゲームズアリーナを設立。
  - 12月26日 - 音楽著作権の管理を目的として株式会社ドワンゴ・ミュージックパブリッシングを設立。
- 2006年（平成18年）
  - 1月16日 - 株式会社ニワンゴ、無料メールポータル「ニワンゴ」のサービスを開始。
  - 3月15日 - エイベックス・グループ・ホールディングス（AGHD）と業務・資本提携を開始。AGHDを割当先とする第三者割当増資を実施し、これによりAGHDの関連会社となる。
  - 7月 - 株式会社文化放送、株式会社ピクチャーマジック、株式会社セントラルミュージックとの合弁会社、株式会社AG-ONE（現・MAGES.）を設立。
  - 8月 - 株式会社魔法のiらんどと資本・業務提携。
  - 10月 - モバイル向け広告販売を目的として株式会社スカイスクレイパーを設立。
  - 11月 - アニメ分野に特化した声優・歌手の発掘・育成を目的として株式会社ドワンゴ プランニング アンド ディベロップメントを設立。
  - 12月12日 - 再生中の動画にリアルタイムコメントを付けられる「ニコニコ動画」のサービスを開始。
- 2007年（平成19年）
  - 1月 - セガ、ドコモ・ドットコム、電通ドットコム、博報堂DYメディアパートナーズからの株式譲渡により、持分法適用関連会社の株式会社モバイルコンテンツを再子会社化。
  - 2月 - レコード制作及び出版管理を行う株式会社evolutionを子会社し、株式会社ドワンゴ・エージー・エンタテインメントに商号変更。
  - 4月 - 第三者割当増資引受により、タクシー手配システムの構築及び手配業務受託を主な事業とする株式会社トランを子会社化。
  - 5月 - 「ニコニコ動画」モバイル版のβテスト開始
- 2008年（平成20年）
  - 1月 - 子会社である株式会社ゲームズアリーナが、新たなブランド追加と企画開発力の強化を目的に、株式会社ティーアンドイーソフトを子会社化。
  - 10月 - 株式会社ヘッドロック、株式会社ブシロード等と共同によるai sp@ce製作委員会が、3D生活空間サービス「ai sp@ce」の正式サービスを開始。
- 2009年（平成21年）
  - 4月 - 「ニコニコ動画モバイル」iPhoneアプリ版（現・「ニコニコ動画」iOSアプリ）サービス開始[21]
  - 12月 - 子会社である株式会社ドワンゴ・ミュージックパブリッシングと株式会社ドワンゴ・エージー・エンタテインメントを合併し、商号を株式会社ドワンゴ・ミュージックエンタテインメントに変更。
- 2010年（平成22年）
  - 4月 - 株式会社ドワンゴ プランニング アンド ディベロップメントが、持分法適用関連会社である株式会社AG-ONEを存続会社とする吸収合併により解散。
  - 10月28日 - 株式会社角川グループホールディングス（現・株式会社KADOKAWA KEY-PROCESS）と電子書籍や各種コンテンツの配信に関して包括業務提携。
- 2011年（平成23年）
  - 2月 - 株式会社CELLを子会社化。
  - 4月 -  アンテナショップ「ニコニコ本社」が原宿にオープン。
  - 6月 - 持分法適用会社である株式会社AG-ONEと株式会社5pb.が合併し、商号を株式会社MAGES.に商号変更。
  - 6月 - 株式会社角川グループホールディングス（現・株式会社KADOKAWA KEY-PROCESS）と業務・資本提携。
  - 6月 - ライブハウス「ニコファーレ」が六本木にオープン。
- 2012年（平成24年）
  - 1月 - モバイル事業を会社分割し、株式会社ドワンゴモバイルを設立。
  - 2月 - niconico事業のコンシューマーエレクトロニクス分野におけるサービス企画開発業務の強化を目的として株式会社キテラスを設立。
  - 3月 - 株式交換により株式会社CELLを完全子会社化[22]。
  - 4月 - 連結子会社の株式会社チュンソフトと株式会社スパイクが合併し、商号を株式会社スパイク・チュンソフトに変更。
  - 4月 - 「ニコニコ超会議」を幕張メッセで初回開催。
  - 4月 - 「ニコニコ超パーティー」を初回開催
  - 6月 - 株式会社ゲームズアリーナが解散。
  - 7月 - 「ニコニコ町会議」を初回開催
  - 12月 - COO最高執行責任者の荒木隆司が代表取締役社長に就任[23]。
- 2013年（平成25年）
  - 1月 - ポータル事業及びライブ事業の一部を株式会社CELLに吸収分割し、株式会社CELLは株式会社ドワンゴコンテンツに商号変更。
  - 3月 - 株式会社スカイスクレイパーの株式の60％を株式会社角川グループホールディングスに譲渡し、合弁会社として商号を株式会社スマイルエッジに変更
  - 3月8日 - AGHDが保有株式の一部を角川グループホールディングスと日本テレビ放送網に売却し、出資比率が15%を下回ったため、同社の関連会社でなくなる。
  - 7月16日 - 本社を中央区日本橋浜町明治座から、中央区銀座歌舞伎座タワーに移転した。
  - 7月29日 - 日本電信電話株式会社と業務提携開始、エイベックス・グループ・ホールディングスからドワンゴ株4.99%取得[24]。
  - 12月2日 - 株式会社MAGES.の株式を全取得し完全子会社化[25]。
- 2014年（平成26年）
  - 3月 - 株式会社KADOKAWA、株式会社ハーツユナイテッドグループとの共同出資でゲーム情報サービス会社株式会社リインフォースを設立。
  - 4月1日 - アニメ製作出資事業を分割しMAGES.に統合[26]
  - 5月14日 - 株式会社KADOKAWA（現・株式会社KADOKAWA KEY-PROCESS）との経営統合契約書を締結[27][28]。
  - 9月25日 - NagisaWorksが運営していた「i文庫」を譲り受けることを発表[29][30][31]。
  - 9月26日 - KADOKAWAと同時に上場廃止。
  - 9月26日 - 日本最大級の読書コミュニティーである「読書メーター」を運営している株式会社トリスタの全ての株式を17億円で取得して、完全子会社化すると発表[32][33]。
  - 10月1日 - 株式会社KADOKAWA・DWANGO（現・株式会社KADOKAWA）を設立し、株式移転を実施、同社の完全子会社となる。
  - 10月1日 - 子会社のドワンゴモバイル（子会社）、ドワンゴコンテンツ（子会社）、キテラス（子会社）の3社を吸収合併。
  - 10月 - ドワンゴ 人工知能研究所を設立。
  - 10月 - アンテナショップ「ニコニコ本社」を原宿より池袋に移転。
  - 10月 - アニメイト、ハコスタと共同でハロウィンイベント「池袋ハロウィンコスプレフェス」を東京都豊島区の協力のもと初回開催
  - 10月24日 - LINE株式会社のlivedoor Readerに関係する資産を譲り受けることを発表し[34]、10月30日付でサービスを移管した後に「Live Dwango Reader（ライブドワンゴリーダー）」と名称を変更することを発表。12月1日付で移管と名称の変更を実施[35]。
  - 11月1日 - ドワンゴ・ユーザーエンタテインメント（子会社）を吸収合併。レーベル名は「U&R records」へ変更した。
  - 12月8日 - エイベックス・グループ・ホールディングスが保有する全株式をKADOKAWA・DWANGOに売却。これにより、2006年から続いたエイベックスとの資本提携が終了する[36]。
  - 12月16日 - 株式会社ニワンゴの発行済み全株式を取得し完全子会社化[37]。
  - 12月24日 - KADOKAWAとの経営統合をきっかけにした「シナジー事業」の一環として、KADOKAWAアスキー・メディアワークスBCでアスキーブランドのIT技術書発行を手がけてきたハイエンド書籍部の移管を受けるとともに、KADOKAWAとドワンゴの共同技術書レーベル「アスキードワンゴ」を発足させると発表[38]。
  - 12月25日 - 株式会社バンタンを完全子会社化[39]。
  - 12月 - KADOKAWAとの合弁会社、株式会社スマイルエッジを完全子会社にし、2015年1月ドワンゴに事業移管した上で解散[40]。
- 2015年（平成27年）
  - 1月 - ゲーム大会とゲーム実況の祭典「闘会議」を幕張メッセで初回開催。
  - 7月1日 - カラー、スタジオポノックと共同で背景美術制作会社株式会社でほぎゃらりーを設立[41]。
  - 7月 - 親会社KADOKAWA・DWANGOが教育事業開始
  - 8月3日 - 株式会社ユビキタスエンターテインメントより、コンピュータグラフィックス研究所「UEIリサーチ（現・プロメテックCGリサーチ）」を弊社に移管[42]。
  - 10月1日 - 株式会社ニワンゴ（子会社）を吸収合併[43]。また、親会社のKADOKAWA・DWANGOが商号をカドカワに変更したことに伴い、経営統合を表現する意味合いでコーポレートロゴのデザインを変更[44]。
  - 10月 - 株式会社アニメイトと共同による池袋ハロウィンコスプレフェス実行委員会が、イベント「池袋ハロウィンコスプレフェス2015」を開催[45]。
- 2016年（平成28年）
  - 1月 - 日本電信電話株式会社との共同開発でスマートフォン用イベントアプリ「niconico event+」をリリース
  - 2月12日 - ワタナベエンターテインメントとの合弁によるゲーム実況者等のマネジメント会社として株式会社ワタナベアマダクションを設立[46]。
  - 3月18日 - イタリア・ローマのDigitalVideo社が独自開発したアニメーション制作ソフト「Toonz」の買収を発表し、オープンソースソフトウェア「OpenToonz」として改良。
  - 4月 - 親会社カドカワ株式会社が、ネットで課外授業を受けることができる双方向学習アプリ 「Ｎ予備校」サービス開始
  - 8月1日 - 株式会社リインフォースを吸収合併し、ニュース事業部門と統合。
  - 12月 - NHN PlayArt株式会社との共同ゲームプロジェクト「＃コンパス 戦闘摂理解析システム」を提供開始。
- 2017年（平成29年）
  - 1月 - 競馬・ゲーム・ネットが融合したプロジェクト「リアルダービースタリオン」を開始。
  - 5月20日 - 自社が主催する将棋の叡王戦がタイトル戦に昇格することを発表。新聞社・通信社以外が将棋のタイトル戦を主催するのは史上初となる。
  - 7月1日 - 吸収分割よりニコニコニュース事業の記事コンテンツサービスをドワンゴから株式会社大百科ニュース社（同年5月10日設立。カドカワ株式会社子会社）に移譲[47]。
  - 7月2日 - niconicoにおける提供サービスの一つであるニコニコ大百科について、それまで有限会社未来検索ブラジルにより運営が行われてきたニコニコ大百科事業がカドカワ株式会社の普通株式を吸収分割の対価とする三角吸収分割により大百科ニュース社に譲渡される[48][49]。（ドワンゴはニコニコ大百科について大百科ニュース社と共同管理責任者の立場。）
  - 7月3日 - カラー、麻生専門学校グループと共同でアニメ・CG制作会社株式会社プロジェクトスタジオQを設立[50]。
  - 12月21日 - 会長の川上量生が代表取締役を退任し、IT全般の最高責任者として取締役CTOに就任する人事を発表[51]。
- 2018年（平成30年）
  - 2月15日 - カラーとの共同出資で株式会社バカーを設立。
  - 4月1日 - 吸収分割によりニコニコ漫画事業を株式会社トリスタへ継承[52]。
  - 4月1日 - 子会社株式会社トリスタの全株式を株式会社ブックウォーカーに譲渡し、カドカワグループの書籍関連サービスを集約[53]。
  - 4月5日 - コスプレイヤー専用エージェンシーサービス「COSPLAY AGENCY」を開始[54]。
  - 4月16日 - VR向け3Dアバターファイル形式「VRM」を提供開始。
  - 4月16日 - 株式会社インフィニットループと共同開発したVRライブ・コミュニケーションサービス「バーチャルキャスト」を提供開始。東京・品川にモーション収録と生放送が可能な大型モーションキャプチャースタジオを新設。ニコニコ本社「ニコぶくろスタジオ」がバーチャルキャラクター出演に対応[55]。
  - 7月27日 - 株式会社インフィニットループと合弁会社株式会社バーチャルキャストを設立。
  - 8月17日 - dwango発(初)のオリジナルIPブランド「IIV」を開始[56]。
  - 10月2日 - 株式会社テクテック（子会社）を吸収合併[57]。
  - 11月29日 - スマートフォン向けゲームアプリ一生歩けるRPG「テクテクテクテク」を配信開始[58]
  - 12月14日 - 株式会社KADOKAWA・ 株式会社カラー・株式会社インクストゥエンター・アソビシステムホールディングス株式会社との共同出資で株式会社リドを設立。
  - 12月18日 - 人工生命観察プロジェクト「ARTILIFE」提供開始[59]
  - 12月25日 - 株式会社S-courtとの共同出資で株式会社カスタムキャストを設立。
- 2019年（平成31年・令和元年）
  - 2月13日 - 同日付で夏野剛が代表取締役社長に就任[60]。
  - 3月29日 - 資本金を1億円に減資[61]。
  - 4月1日
    - カドカワ株式会社の吸収分割により株式会社KADOKAWA（初代法人）の子会社となる[62]。
    - ドワンゴ人工知能研究所を閉所[63]。
    - プロメテック・ソフトウェア株式会社に、コンピュータグラフィックス研究所「ドワンゴCGリサーチ」を譲渡[64]。
    - 電撃文庫×niconicoによるPCブラウザゲーム『エンゲージプリンセス』をサービス開始。
    - サイバーエージェントと提携し、niconico内にAbemaTVチャンネルが開設され、同日のAbemaPrimeではドワンゴ社長の夏野がゲスト出演[65]。

  - 4月5日 - 子会社の株式会社MAGES.よりアニメロサマーライブ事業を吸収分割にて継承する旨を官報で公告[66]。
  - 4月22日 - CG映像制作を行う事業ブランド「TUNEDiD（チューンディッド）」 の開始および、制作スタジオ「TUNEDiD film」、大型モーションキャプチャースタジオ「TUNEDiD studio」を開設[67]。
  - 6月1日 - 株式会社大百科ニュース社を吸収合併[68]。
  - 7月1日
    - カドカワとKADOKAWA間の吸収分割に伴い、株式会社KADOKAWA（旧・カドカワ。KADOKAWA二代目法人）の子会社となる[69]。
    - 電ファミニコゲーマーのゲーム攻略サイト事業「電ファミWiki」を株式会社Gzブレインに、ニュースメディア事業「電ファミニコゲーマー」を平信一が社長を務める株式会社マレにそれぞれ事業移管[70]。

  - 7月12日 - 株式会社MAGES.の全株式を志倉千代丸が代表を務める株式会社CHIYOMARU STUDIOに売却[71]。
  - 10月 - 株式会社バカーの保有株式を経営陣に売却。
  - 12月18日 - ライブビューイング事業を開始[72]。
  - 11月1日
    - 新設分割により、新設する株式会社リアルタイムビジュアルラボ（現：株式会社LOGIC&MAGIC）に対して、当社の映像制作事業及びバーチャルキャラクター事業に関する権利義務を承継[73]。
    - サテライトスタジオ「ハレスタ」が東京・池袋にオープン[74]。
- 2020年（令和2年）
  - 2月 - 踊りの祭典「ダンマスワールド」 初回開催[75]
  - 2月 - 結婚相談所「Ncon(エヌコン)」のサービスを開始[76]。
  - 4月 - 「ニコニコネット超会議2020」を開催[77]。
  - 10月-ニコニコのロゴを「niconico」から「ニコニコ」へ変更。
  - 10月- ボカロイベント「The VOCALOID Collection」 初回開催[78]
- 2021年（令和3年）
  - 1月 - オーディオブックサービス「ListenGo by dwango.jp」を開始[79]。
  - 1月 - 法人向け「N予備校」式オンラインプログラミング研修サービス 「N Code Training」の提供を開始[80]
  - 4月〜5月 - 「ニコニコネット超会議2021」を開催[81]。
  - 4月〜5月 - 声優イベント「超声優祭」初回開催[82]
- 2022年（令和4年）10月 - ネットとリアルが融合した音楽のイベント「ミュージック超会議2022」を初開催
- 2023年（令和5年）7月 - 「楽曲収益化サービス」を開始[83]
- 2024年（令和6年）
  - 1月 - サブカルチャーを軸としたコンテンツ（動画・生放送・イベントなど）の企画から制作までワンストップで行い、クライアント企業のマーケティング課題の解決につなげるサービス「Subculture Contents Studio」を開始[84]
  - 7月 - 第2種旅行業を登録し、学校法人角川ドワンゴ学園の高校に旅行パッケージ（ZEN Travel）の企画・販売を開始
- 2025年（令和7年）4月1日 - 株式会社ブックウォーカーと株式会社KADOKAWA Connectedを吸収合併[85]。

## ウェブサービス事業

### ニコニコ事業

#### ニコニコ
- ニコニコ動画
- ニコニコ静画
- ニコニコ生放送
  - ニコニコ実況
- ニコニコチャンネル
  - ブロマガ
  - リアルダービースタリオン
- ニコニコチャンネルプラス
- ニコニコ大百科
- NicoFT
- ニコ二貢献
- ニコニコQ
- ニコニコモンズ
- ニコニ立体
- ニコニコニュース
- Nアニメ
- ドワンゴチケット

##### ニコニコ関連ソフト
- N Air
- ニコニコ動画(iOS/Android)
- ニコニコ生放送(iOS/Android)
- ボカコレ(iOS/Android)

#### sheeta
ファンコミュニティシステム（ファンクラブ運営サービス）。ニコニコチャンネルプラスのホワイトラベル版
- sheeta
- sheeta Live (iOS)

### モバイルコンテンツ事業

#### dwango.jp
- ドワンゴジェイピー - 音楽配信サイト
- ドワンゴジェイピー オーディオブック（旧ListenGo by dwango.jp）
- ビルボード公式
- K-POP Life
- dwango.jp(コール)
- dwango.jp(デコメ)
- ドワンゴジェイピーストア

#### animelo mix
- animelo mix - アニソン配信サイト
- アニメロミックス♪コール
- animelo+

#### 大相撲
- 日本相撲協会公式アプリ「大相撲」(iOS/Android)

### バーチャルリアリティ事業
- カスタムキャスト（同名のS-courtとの共同出資会社が運営）
- バーチャルキャスト（同名の会社が運営）

## ライブ・イベント事業
- ニコニコ超会議
- Animelo Summer Live（文化放送と共催）
- The VOCALOID Collection（ネットイベント）
- 超歌舞伎（松竹、NTTとの共同製作）
- 超声優祭（ネットイベント）
- 池袋ハロウィンコスプレフェス（アニメイト、ハコスタと共同運営制作）
- VTuber Fes Japan→VTuberのあそびば × おしゃべりフェス

## クリエイターサポートビジネス
- 楽曲収益化サービス
- IIV（オリジナルIPブランド。新文芸の出版。発売元KADOKAWA）
- OpenToonz

### 音楽原盤・出版

#### U&R records
| 発売日         | タイトル                                                                 | 規格品番                      | 備考                                     |
| -------------- | ------------------------------------------------------------------------ | ----------------------------- | ---------------------------------------- |
| 2014年10月15日 | ササノマリイ『シノニムとヒポクリト』                                     | DGUR-10001                    |                                          |
| 2014年12月10日 | MASOCHISTIC ONO BAND『Masochistic Over Beat』                            | DGUR-10003                    |                                          |
| 2015年01月01日 | 96猫『Brand New...』                                                     | DGUR-10002                    |                                          |
| 2015年03月14日 | 黒田亜津『浪漫主義』                                                     | DUED-1014                     |                                          |
| 2015年03月14日 | ねじ式『Hydrangean Diva』                                                | DUED-1013                     |                                          |
| 2015年03月14日 | 鹿乃『グッドハロー』                                                     | DUED-1015                     | 商品記載の規格品番はBBCL-0006            |
| 2015年07月22日 | n-buna『花と水飴、最終電車』                                             | DGUR-10005                    |                                          |
| 2015年08月26日 | vip店長『シカクバツ』                                                    | DGUR-10006                    |                                          |
| 2015年08月26日 | 鬱P×赤飯『IDOLATRY』                                                     | MSIS-011                      | MY SONG IS SHITから受託                  |
| 2015年09月10日 | ねじ式『nostalgic diva』                                                 | DUED-1127                     |                                          |
| 2015年10月02日 | M.S.S Project『M.S.S.Party』                                             | MSSP-1001 MSSP-1002           | M.S.S Projectから受託                    |
| 2015年12月09日 | 神谷浩史＋小野大輔『Monster's Show』                                     | DUED-1154                     |                                          |
| 2016年03月09日 | 『ニコラボ』                                                             | DUED-1155                     |                                          |
| 2016年05月25日 | M.S.S Project『Egoist Unfair』                                           | MSSP-1003 MSSP-1004           | M.S.S Projectから受託                    |
| 2016年06月14日 | ねじ式『Sad Dancer』                                                     | DUED-1198                     |                                          |
| 2016年07月06日 | n-buna『月を歩いている』                                                 | DUED-1174 DUED-1175           |                                          |
| 2016年09月07日 | 鬱P『Post-Traumatic Stress Disorder』                                    | MSIS-013                      | MY SONG IS SHITから受託                  |
| 2016年11月09日 | EasyPop『Web Dance』                                                     | DUED-1201                     |                                          |
| 2016年11月15日 | ねじ式『TYING THE MOON』                                                 | DUED-1202                     |                                          |
| 2017年01月18日 | Orangestar『SEASIDE SOLILOQUIES』                                        | DUED-1206                     |                                          |
| 2017年01月18日 | Orangestar『未収録OSC』                                                  | DUED-1207                     |                                          |
| 2017年02月08日 | M.S.S Project『M.S.S.Phantasia』                                         | MSSP-1005                     | M.S.S Projectから受託                    |
| 2017年05月17日 | バルーン『Marble』                                                       | DUED-1227                     |                                          |
| 2017年05月25日 | バルーン×有機酸『facsimile』                                             | DUED-1226                     |                                          |
| 2017年06月28日 | ヨルシカ『夏草が邪魔をする』                                             | DUED-1223                     |                                          |
| 2017年08月23日 | バルーン『Corridor』                                                     | DUED-1231                     |                                          |
| 2017年08月30日 | HATSUNE MIKU 10th Anniversary Album 「Re:Start」                         | DUED-1228 DUED-1229           |                                          |
| 2017年09月06日 | 鬱P『GARAPAGOS』                                                         | MSIS-015                      | MY SONG IS SHITから受託                  |
| 2017年09月06日 | ねじ式『sissy songs』                                                    | DUED-1232                     |                                          |
| 2017年09月27日 | ナユタン星人＋Sou『ナユタン星への快爽列車』                              | NYSO-001                      |                                          |
| 2017年12月13日 | EasyPop『Self RemiXes』                                                  | DUED-1235                     |                                          |
| 2017年12月20日 | 有機酸『troy』                                                           | DUED-1237                     |                                          |
| 2018年01月24日 | ねじ式『satellite』                                                      | DUED-1238                     |                                          |
| 2018年01月24日 | ぬゆり『plotoplan』                                                      | DUED-1240                     |                                          |
| 2018年01月31日 | 須田景凪『Quote』                                                        | DUED-1234                     |                                          |
| 2018年02月07日 | 和田たけあき (くらげP)『わたしが人間になったら』                         | DUED-1239                     |                                          |
| 2018年02月07日 | Omoi『ファーストワルツ』                                                 | DUED-1241                     |                                          |
| 2018年03月14日 | M.S.S Project『M.S.S.Phoenix』                                           | MSSP-1006                     |                                          |
| 2018年05月09日 | ヨルシカ『負け犬にアンコールはいらない』                                 | DUED-1242 DUED-1243           |                                          |
| 2018年06月20日 | ねじ式『INDICTOR』                                                       | DUED-1245                     |                                          |
| 2018年06月27日 | 中村獅童『超歌舞伎 花街詞合鏡』(Blu-ray Disc)                            | DUED-1252                     |                                          |
| 2018年09月05日 | 鬱P『GREATEST SHITS』                                                    | MSIS-018                      | MY SONG IS SHITから受託                  |
| 2018年09月26日 | 和田たけあき (くらげP)『かおなしスタンプ』                               | DUED-1253                     |                                          |
| 2018年10月24日 | R Sound Design『Replica』                                                | RSDA-01000                    |                                          |
| 2018年11月07日 | Omoi『ガーデンツアー』                                                   | OCD-0002                      |                                          |
| 2018年11月21日 | EasyPop『ジャストフォーユー』                                            | DUED-1254                     |                                          |
| 2018年12月12日 | ぬゆり『Outer Sample』                                                   | DUED-1262                     |                                          |
| 2018年12月12日 | ROOT FIVE『ROOTS』                                                       | DUED-1257 DUED-1258 DUED-1260 | ソニー・ミュージックマーケティングに委託 |
| 2018年12月19日 | ユリイ・カノン『Kardia』                                                 | DUED-1264                     |                                          |
| 2019年01月16日 | ねじ式『INDICTOR』                                                       | DUED-1265                     |                                          |
| 2019年02月06日 | ドンツーミュージック3                                                    | DTM-40003                     |                                          |
| 2019年02月20日 | 「#コンパス 戦闘摂理解析システム」 オリジナルサウンドトラック Vol.1      | DUED-1225                     |                                          |
| 2019年02月20日 | 「#コンパス 戦闘摂理解析システム」 オリジナルサウンドトラック Vol.2      | DUED-1263                     |                                          |
| 2019年04月10日 | ヨルシカ『だから僕は音楽を辞めた』                                       | DUED-1266 DUED-1267           |                                          |
| 2019年04月24日 | M.S.S Project『アスヘノBRAVE』                                           | MSSP-1008                     | M.S.S Projectから受託                    |
| 2019年05月22日 | syudou『最悪』                                                           | DUED-1273                     |                                          |
| 2019年06月05日 | ちいたな『アリアノート』                                                 | DUED-1274                     |                                          |
| 2019年08月28日 | ROOT FIVE『Re:paint』                                                    | DUED-1269 DUED-1268           |                                          |
| 2019年09月11日 | DIVELA『ミライコレクション』                                             | MRCL-3939                     |                                          |
| 2019年09月18日 | 鬱P『RENAISSANCE』                                                       | MSIS-019                      |                                          |
| 2019年09月25日 | 和田たけあき『デッドマン・タイムズ』                                     | DUED-1276                     |                                          |
| 2019年10月09日 | ねじ式『nevertheless』                                                   | DUED-1275                     |                                          |
| 2019年10月16日 | R Sound Design『Delights』                                               | RSDA-21100                    |                                          |
| 2019年12月25日 | ちいたな『ASSAULT』                                                      | DUED-1277                     |                                          |
| 2020年01月29日 | 煮ル果実『NOMAN』                                                        | NLFR-1                        |                                          |
| 2020年02月05日 | ドンツーミュージック4                                                    | DTM4-4                        |                                          |
| 2020年02月05日 | TaKU.K『189g』                                                           | DUED-1278                     |                                          |
| 2020年02月05日 | ねじ式『last painter』                                                   | DUED-1279                     |                                          |
| 2020年04月29日 | アメノセイ『Log』                                                        | DUED-1281                     |                                          |
| 2020年08月26日 | 柊キライ『ヘイトフル』                                                   | DUED-1282                     |                                          |
| 2020年12月16日 | Various Artists『神神化身-Dance and Music for KAMI-』櫛魂衆 舞奏曲集・壱 | DUED-1285                     |                                          |
| 2020年12月16日 | Various Artists『神神化身-Dance and Music for KAMI-』闇夜衆 舞奏曲集・壱 | DUED-1286                     |                                          |
| 2020年12月23日 | EasyPop『Self Remixes 2』                                                | DUED-1287                     |                                          |
| 2021年02月24日 | 傘村トータ『素敵な大人になる方法』                                       | DUED-1283 DUED-1284           |                                          |
| 2021年10月6日  | 『神神化身-Dance and Music for KAMI-』櫛魂衆 舞奏曲集・弐                | DUED-1290                     |                                          |
| 2021年10月6日  | Various Artists『神神化身-Dance and Music for KAMI-』闇夜衆 舞奏曲集・弐 | DUED-1291                     |                                          |
| 2021年10月13日 | 蜂屋ななし『Anaphylaxie Bee』                                            | DUED-1288                     |                                          |
| 2021年11月17日 | Various Artists『VocacolleRookie Top Creators Vol.1』                    | DUED-1289                     |                                          |
| 2021年12月29日 | Various Artists『10周年記念アルバム ALL THAT 千本桜!!!』                 | DUED-1292                     |                                          |
| 2022年2月16日  | irucaice『iceQuarium』                                                   | IRCD-0001                     |                                          |
| 2022年2月16日  | irucaice『iceQuarium-Strawberry-』                                       | IRCD-0002                     |                                          |
| 2022年2月16日  | irucaice『iceQuarium-Lemon-』                                            | IRCD-0004                     |                                          |
| 2022年5月4日   | 「#コンパス 戦闘摂理解析システム」 オリジナルサウンドトラック Vol.3      | DUED-1299                     |                                          |
| 2022年8月17日  | EasyPop『Steadily』                                                      | DUED-1302                     |                                          |
| 2022年9月7日   | On Prism Records『PIECE OF POPSTAR』                                     | ONPR-0020                     |                                          |
| 2022年9月7日   | irucaice『iceQuarium -Melon Soda-』                                      | IRCD-0005                     |                                          |
| 2022年9月7日   | DIVELA『ロストテクノロジー』                                             | LSTC-3939                     |                                          |
| 2022年9月14日  | Various Artists『Vocacolle Rookie Top Creators Vol.2』                   | DUED-1297                     |                                          |
| 2022年10月5日  | 伊根『Direct-View AR』                                                   | DUED-1303                     |                                          |
| 2023年1月25日  | 柊キライ『スクラップファーム』                                           | DUED-1300                     |                                          |
| 2023年2月16日  | 猫宮ひなた『ひなたといっしょ』                                           | NKMY-0001 NKMY-0002           |                                          |
| 2023年5月10日  | r-906『Lunar Calendar』                                                  | DUED-1310                     |                                          |
| 2023年7月19日  | Various Artists『Vocacolle Rookie Top Creators Vol.3』                   | DUED-1311                     |                                          |
| 2023年9月20日  | buzzG『IFREET』                                                          | BUZZ-0013                     |                                          |
| 2023年10月11日 | 伊根『High-Pressure AR』                                                 | CNIN-0011                     | Cloud Nineレーベル                       |
| 2024年03月20日 | ondo『仏滅』                                                             | DNRR-001                      |                                          |
| 2024年05月29日 | EasyPop『All is Well』                                                   | DUED-1317                     |                                          |
| 2024年08月21日 | 稲葉曇『アンチサイクロン』                                               | INBK-0001                     |                                          |
| 2024年10月23日 | 市瀬るぽ『PIANISSIMO』                                                   | ICNS-0015                     |                                          |
| 2024年10月23日 | irucaice『iceQuarium -Cotton Candy-』                                    | IRCD-0007                     |                                          |
| 2024年10月23日 | On Prism Records『PIECE OF POPSTAR -DANCE-』                             | ONPR-0027                     |                                          |

## 教育事業
- ZEN Study（オールインワン学習アプリ）
- ZEN Compass（学習コーチング支援サービス）
- ZEN Travel（角川ドワンゴ学園向け旅行パッケージの企画・販売）

## ゲーム関連事業
- ＃コンパス 戦闘摂理解析システム（NHN PlayArt株式会社との共同ゲームプロジェクト）
- Draw Coliseum(iOS/Android)[86]
- Master Grill(iOS/Android)
- Icing Cookie(iOS/Android)
- Sandwich Runner(iOS/Android)
- Gum Gum Battle(iOS/Android)

## 電子書籍関連サービス事業
- BOOK☆WALKER

- ニコニコ漫画
- 読書メーター

### 電子書籍関連プラットフォームのシステム開発・運用サービス
- dマガジン（運営：NTTドコモ） - NTTドコモと協業。雑誌専用ビューワーを提供
- dブック（運営：NTTドコモ） - 作品の配信管理、システム改修、顧客対応を受託
- カドコミ（運営：KADOKAWA）
- コロナEX／CORONA EX（運営：TOブックス） - マンガ連載ページ 、マンガのブラウザビューワ、配信登録ツール、月額課金機能の開発を受託

## 電子書籍取次事業
出版社と電子書籍ストアの間に立ち、出版社が作成した電子書籍データを国内ストア（コミックシーモア、LINEマンガ、めちゃコミック、ピッコマ等）・海外ストア取次（BOOK☆WALKER GLOBAL、台湾BOOK☆WALKER、Amazon Kindleストア、Google Play等）に納品する流通事業を行っている。

## その他事業
- Dwango Media Village
- アスキードワンゴ（IT技術書の出版。発売元KADOKAWA）
- i文庫S(iOS) /i文庫HD(iOS)
- QRouton - QRコード&短縮URLサービス

## 終了したサービス
- DWANGO - 対戦ゲーム専用パソコン通信ネットワーク（ゲームサーバー）
- IWANGO - 対戦ゲーム専用のインターネットサービス（ゲームサーバー）
- GigaArena - ターン制ネットワークゲームサーバー
- DWANGO Lobby Center AP[87] - ターン制ネットワークゲームサーバー。「みんなのGOLF オンライン」「オンラインゲームズ 大ぐるぐる温泉」で採用。
- LobbyCenter RT - P2P通信対応リアルタイム型ゲーム向けサーバー[88]
- DWANGO ApplicationCenter NE - 最大1000人規模のリアルタイム対戦が可能なゲームサーバー
- ApplicaitonCenter AD - HTTP通信対応ターン制ゲームサーバー
- ApplicationCenter MM - Massive Multi Playerゲームサーバー。「クロスゲート」で採用。
- ApplicationCenter BR - 更新型ゲームサーバー
- DWANGO MobileBooster - 携帯電話端末向けゲームサーバー
- DWANGO MessageBooster - インスタントメッセージ機能を提供するツール
- IPatcher - インターネット経由でクライアントソフトを自動更新するソフト[89]
- ネットワークRPGメーカー2000[90]（ドワンゴ開発）
- Niconico Live Encoder[91]
- SmartySmile[92]
- Live Dwango Reader
- friends.nico(マストドン)
- ゲームアツマール
- ドワンゴジェイピーnews
- ニコニコアプリ
- Ncon（結婚相談所）

### モバイルサイト
- ドワンゴかもね
- 携帯ゲーム百選[93]（ドワンゴ7、いろメロゲームズ[94]）
- マリー★オリギンのMarry's Angels
- 写フレ・いっぱい
- パケットラジオ[95]
- dwango.jp（ブック）[96]

### モバイルアプリ
- シーマン〜待受型人間関係修復保全ペット〜[97]
- ニコルソン(iOS/Android)[98] - 音声コミュニケーションアプリ。
- 東方機巧音匣(iOS/Android)[99]
- 美男天気(iOS/Android)[100]
- niconicoコメントビューア (iOS)
- nicocas（ニコキャス） (iOS)[101] - ライブ動画配信サービス。
- にじたび (iOS)[102][103]
- LOVE LOCK (iOS/Android)[104]
- ニコニコスマホSDK[105]
- niconico event+[106] - niconico公式リアルイベントアプリ。
- ニコルン (iOS) [107]
- ニコナレ (iOS/Android)[108]
- 【配信専用】ニコニコ生放送 (iOS/Android)[109]
- ニコナレ (iOS)
- ニコニコニュース (iOS/Android)
- ARTILIFE (iOS/Android)[59] - 人工生命観察プロジェクト。
- osoba（オソバ） (iOS) - 本田技研工業と共同開発[110]
- ガールズラジオデイズ (iOS/Android)
- Re-mo(リーモ)(iOS)[111]
- ニコニコ漫画（iOS/Android） - （株）ブックウォーカーへ譲渡
- Otofu(iOS/Android)[112]
- コンパス ライブアリーナ - NHN PlayArt株式会社との共同ゲームプロジェクト[113]

### モバイルゲーム
- 釣りバカ気分[114]
- 釣りバカ気分 Second Stage
- 米ポコ[115]
- 海運ジェネレーション（Traders Odyssey）
- ドキパクきのこ?![116]
- キュン！旅ごっこ[117]
- サムライロマネスク[118]
- 対戦！がんこ盤[119]
- 誰でもスパイ気分[120]
- ドワンゴレーシング（dwango Racing）[121]
- 梅沢由香里の碁[122]
- ぐるもじパニック[123]
- 爆弾掃海艇Z
- クイズオリオンQ
- STAR EXCEED(スターエクシード)
- ジャンプヨン[124]
- 特捜フーリガン24時
- 16(いろ)パズ〜ル
- カワグチ探検隊
- STAR DIVERSION
- ボムット(BOMBT)
- ウルティマ オンライン モバイル版
- I・QUIZ
- カスタムゾンビ
- クイズみんなの学園
- FORMATION ELEVEN
- いろメロダービー（VictoryHorse Online）
- カルドセプトモバイル
- ビジュアルクイズ
- La.Fay〜英雄の卵と魔女〜[125]
- クサカリ村
- でびるbox
- メルルーの秘宝[126]
- 双魔の書
- ひぐらしのなく頃に 贄捜し編
- ひぐらしのなく頃に解 心崩し編
- ひぐらしのなく頃に解 喰荒し編
- 富竹シャッターチャンス レナ編
- 富竹シャッターチャンス 梨花編
- ひぐらし麻雀
- インストールメアリー[127]
- ぺそぎんの大冒険
- リズムビート
- スノーボード3D
- Lets!パターゴルフ
- 悠久の騎士団ONLINE
- ハイパー消防士-FIREMAN-
- サムライフィーバ
- ウッーウッーウマウマ(ﾟ∀ﾟ)
- フィギュアスケート -Beautiful Spin-
- 勇者の母親
- ニコニコの塔（仮）
- ニコニコ運動会（陸）
- アークファンタズムオンライン[128]
- 明治東亰恋伽
- ニコニコイライラ (iOS)[129]
- ゴールデンフィンガー (iOS)[130]
- M.S.SPELUNKER(iOS/Android)[131]
- 実況！ねこ式戦闘機〜激ムズ無料シューティングアクション〜(iOS/Android)[132]
- ゲーマガ - 株式会社バカーへ譲渡
- Cafe Cuillere 〜カフェ キュイエール〜 (iOS/Android)[133]
- テクテクテクテク (iOS/Android)[58]
- Set Bomb 3D (iOS)
- Latte Time (iOS)
- Silly Face 3D (iOS)
- Dance Lesson(iOS)
- Car Factory 3D(iOS)
- Glasses Store(iOS)
- Sitter Work(iOS)
- Food Car(iOS)
- Glass Workshop(iOS)
- Repair Work(iOS)
- Popup Circuit(iOS)
- Forklift Master(iOS)
- Steal King(iOS/Android)
- Break Coliseum(Android)
- Draw Soldier(Android)
- Popup Circuit (iOS)
- Cube Letters(Android)
- Rolling Ball 2048(Android)
- Cheer Girl(Android)
- Exciting Flyboard(Android)
- Spongeee!(Android)
- Origami Ninja 3D(Android)
- YoYo Coliseum(Android)
- Draw Kingdom(Android)
- Weight Master Run(Android)
- Battle Paint(Android)
- Taboo Run(Android)
- Ice Cream Tower Run(Android)

### PCゲーム
- Jong Plugged（ドワンゴ開発）
- Sledge Blow（ドワンゴ開発）
- 動天2（ドワンゴ開発）
- クロスゲート（ドワンゴ開発）
- ストラガーデン
- テイルズ オブ エターニア オンライン
- アミーゴ・アミーガ（チュンソフト、ドワンゴ、ゲームズアリーナの共同開発）
- ai sp@ce
- エンゲージプリンセス

### 映像制作

#### アニメ企画・制作・製作
- Strawberry Panic
- RAY THE ANIMATION
- ペンギン娘♥はぁと
- ティアーズ・トゥ・ティアラ
- おんたま!
- 探偵オペラ ミルキィホームズ
  - 探偵オペラ ミルキィホームズ 第2幕
- うたの☆プリンスさまっ♪ マジLOVE1000%
  - うたの☆プリンスさまっ♪ マジLOVE2000%
- 戦姫絶唱シンフォギア
  - 戦姫絶唱 シンフォギアG
- BLOOD-C
- 戦勇。
- WHITE ALBUM2
- 山賊のむすめローニャ
- 日本アニメ（ーター）見本市（カラーとの共同企画）
- 龍の歯医者
- LOST SONG
- バーチャルさんはみている

#### 映画製作
- 未来予想図 〜ア・イ・シ・テ・ルのサイン〜
- 魔法少女リリカルなのは The MOVIE 1st
- 魔法少女リリカルなのは The MOVIE 2nd A's
- ウルトラマンゼロ THE MOVIE 超決戦!ベリアル銀河帝国
- 図書館戦争 革命のつばさ
- つやのよる ある愛に関わった、女たちの物語
- 遠くでずっとそばにいる
- 二流小説家 シリアリスト
- 僕は友達が少ない
- 私の男
- ハイキック・エンジェルス

### イベント
- 闘会議
- ニコニコ町会議
- ニコニコ超パーティー
- ダンマスワールド

## グループ企業

### 連結子会社
- 株式会社スパイク・チュンソフト - ゲームコンテンツの企画・開発・販売・運営。2012年4月に チュンソフトがスパイクを吸収合併し、商号変更した。 
  - Spike Chunsoft, Inc. - スパイク・チュンソフトの米国現地法人
- 株式会社バンタン - クリエイティブ分野に特化したスクール運営（全日制・キャリア・高等学院）。
- 株式会社バーチャルキャスト - VRシステム「バーチャルキャスト」の開発、運営
- 株式会社カスタムキャスト - S-courtとの共同出資会社。3Dアバター作成アプリ「カスタムキャスト」の開発・運営事業。
- 株式会社GeeXPlus - 海外クリエイターのマネジメント＆マーケティング会社
- 株式会社PUBLUS - EPUB電子書籍ビューワ「PUBLUS Reader」の開発・提供

### 関連会社
- 株式会社プロジェクトスタジオQ - カラー、麻生専門学校グループとの共同出資会社。
- 株式会社でほぎゃらりー - カラー、スタジオポノックとの共同出資会社。

### 過去の関係会社
- 株式会社エンティス
2001年10月に携帯向けコンテンツの企画運営子会社、株式会社マリアスとして設立。2003年10月、占いサイト「マリー★オリギンのMarry's Angels」の運営終了に伴い株式会社エンティスへ商号変更。2005年（平成17年）8月並びに9月に第三者割当増資を実施し、ドワンゴの出資比率が低下したためにグループから除外。
- 株式会社コンポジット
いろメロミックスの共同運営会社。 2005年（平成17年）10月ドワンゴに吸収合併され解散。
- 株式会社フロム・ネットワークス
フロム・ソフトウェアとの合弁、ゲームズアリーナ設立の影響で2006年12月に解散し、2007年7月に清算完了。「ストラガーデン」を開発。
- 株式会社ドワンゴ・エージー・エンタテインメント（レコード会社）
2007年2月に奥井雅美設立の株式会社evolutionをドワンゴが子会社し、ドワンゴ・エージー・エンタテインメントに商号変更。2009年12月ドワンゴ・ミュージックパブリッシングに吸収合併され解散。
- 株式会社ドワンゴ プランニング アンド ディベロップメント
子会社。「ドワンゴクリエイティブスクール」と「ドワンゴアーティストプロダクション」の運営会社。2010年（平成22年）4月にAG-ONE（現MAGES.）に吸収合併され解散。
- ai sp@ce製作委員会（PC向けバーチャル・ライフ・システムサービス）
子会社。ドワンゴ、ヘッドロック、ブシロード、ビジュアルアーツ、サーカスが出資。2011年（平成23年）9月期に解散。
- 株式会社5pb.（レコード会社・ゲーム会社）
持分法適用関連会社（間接出資）。2011年（平成23年）6月にAG-ONEに吸収合併され解散（AG-ONEは合併時に、MAGES.に商号変更）。
- 株式会社スパイク（ゲーム会社）
2012年4月にチュンソフトに吸収合併され解散。
- 株式会社ゲームズアリーナ
2012年6月解散。
  - ゲームズアリーナ有限責任事業組合1号
2008年（平成20年）4月ごろ解散。「アミーゴ・アミーガ」の開発。
  - ゲームズアリーナ有限責任事業組合2号
2011年（平成23年）9月期に解散。「Blade Chronicle: Samurai Online」の開発。
- 株式会社ティーアンドイーソフト（ゲーム会社）
2013年1月7日株式会社スパイク・チュンソフトに吸収合併され解散。
- 株式会社トラン（タクシー予約サイト）
2005年（平成17年）10月傘下入り、2007年（平成19年）4月子会社化。2008年（平成20年）6月30日付で同社取締役に全保有株式を譲渡。現在はモバイルクリエイト株式会社の子会社。
- 株式会社魔法のiらんど（ケータイ小説の大手）
2007年（平成19年）3月に持分法適用関連会社とする。2009年（平成21年）9月期に他社に対する第三者割当増資が実施され、ドワンゴの出資比率が低下したためにグループから除外（最終的に全資本が引き上げられ、アスキー・メディアワークス（現・KADOKAWA）傘下となり、2011年（平成23年）1月に同社に吸収合併され消滅）。
- 株式会社Realize Records（レコード会社）
役員の太田豊紀が100%株式を所有していたり、同社所属の高橋直純がドワンゴ プランニング アンド ディベロップメントと契約していた（吸収合併したAG-ONEとは契約していない）などの理由から、一時的に非連結子会社としていた時期がある。
- 株式会社ホーゲット（ゲーム会社）
非連結子会社としていた時期がある。旧・ゲームズアリーナグループ。2008年8月に全株式を譲渡。
- 株式会社モバイルコンテンツ
2004年（平成16年）2月に子会社として設立。2007年（平成19年）1月に再び子会社となったが、2013年（平成25年）2月に解散。新作CD等の情報を携帯電話向けコンテンツとして配信するツール「モバイルコンテンツウィンドウ」の運営会社[134]。
- 多玩國股份有限公司
台湾子会社。2013年（平成25年）9月に解散。
- Nico Nico Inc.
米国子会社。ニコニコ動画の英語版「Niconico.com」の運営。2014年（平成26年）1月に清算[135]。同社のCEOだったジェイムズ・スパーンが設立していたNico Nico Douga, Incとは別会社である。
- 株式会社ドワンゴモバイル
携帯向けコンテンツの企画運営子会社。2014年10月1日付でドワンゴに吸収合併され解散。
- 株式会社ドワンゴコンテンツ
生放送番組等の制作・運営子会社。旧・CELL。横澤大輔が創業。2011年2月子会社化。2014年10月1日付でドワンゴに吸収合併され解散。
- 株式会社キテラス
コンシューマーエレクトロニクス向けネットワークサービスの企画・開発子会社。2014年10月1日付でドワンゴに吸収合併され解散。
- 株式会社ドワンゴ・ユーザーエンタテインメント（レコード会社）
子会社。旧・ドワンゴ・ミュージックパブリッシング、旧・ドワンゴ・ミュージックエンタテインメント。2014年11月1日付でドワンゴに吸収合併され解散。
- 株式会社スマイルエッジ
株式会社スカイスクレイパーとして設立後、角川グループホールディングスが資本参加したことに伴い社名変更[136]。KADOKAWAとの経営統合が行われたのを機にドワンゴの完全子会社化した後、広告営業業務をドワンゴに移管し解散。2015年7月に清算完了。
- 株式会社ニワンゴ
メールポータルやニコニコ動画を運営する子会社。2015年10月1日付でドワンゴに吸収合併され解散。
- 株式会社N塾
株式会社ビビッド（坪田塾）との合弁会社。2017年7月26日付で清算。
- 株式会社トリスタ
2014年10月に子会社化。2018年4月に同じカドカワグループの株式会社ブックウォーカーに譲渡。
- 株式会社F'smile
非連結子会社。インターネットを活用したタレントの発掘やプロデュースを行っていた。2018年4月清算。
- 株式会社テクテック
子会社。ゲーム「テクテクテクテク」の開発。2018年10月2日付でドワンゴに吸収合併され解散。
- 株式会社リド
関連会社。2019年に解散[137]。
- 株式会社ワタナベアマダクション
50％出資のワタナベエンターテインメントとの合弁会社。ゲーム実況者をはじめとするネットタレントのマネジメント。2019年に解散[137]。
- 株式会社MAGES.
2011年6月にAG-ONEが 5pb.を吸収合併し、商号変更。2019年7月に志倉千代丸によるMBOにより独立。現在はコロプラの完全子会社。
  - 株式会社MAGES.Lab
株式会社MAGES.の子会社。2020年12月付でシキラボに吸収合併され解散
- 株式会社バカー 
カラーとの共同出資会社。「ゲームマガジン」を運営。2019年10月にMBO
- 日本アニメーター見本市有限責任事業組合

カラーとの共同企画「日本アニメ（ーター）見本市」。2021年10月に解散

## 提供番組（終了したものを含む）
- ケータイ将軍 （日本テレビ系）
- 流派-R（テレビ東京系）
- うたばん（TBS系）
- 爆笑問題☆伝説の天才（フジテレビ系）
- とっとこハム太郎（テレビ東京系）
- 魔法先生ネギま! → ネギま!?（テレビ東京系）
- おねがい♪マイメロディ きららっ★（テレビ東京系）
- ひぐらしのなく頃に（関西テレビ 他）
- @Tunes.（tvk）
- Break Point! (岩手めんこいテレビ 他)
- WHITE ALBUM（tvk 他）
- 魔法少女リリカルなのはStrikerS（tvk 他）
- みなみけ（テレビ東京系）

## 話題
- 2005年（平成17年）7月から、2ちゃんねるのアスキーアートと、アダルトゲームブランド「PSYCHO」の巫女みこナースのテーマ曲を起用したCMを展開した。また、2ちゃんねる発祥の「ちんこ音頭」という猥歌（インストゥルメンタル）までCMに起用した。このCM中のナレーションは当時の2ちゃんねるとニコニコ動画管理人である西村博之の声である。なお、西村はドワンゴの社員ではない。
- 2007年2月、 2ちゃんねるのスレッド上に於いて「2ちゃんねらー限定」とした求人活動を行ったことで話題となる。この結果、4月に3名を正社員として採用したが、採用予定の10名に達しないことから再度募集を開始している。採用条件は17歳から22歳まで（再募集の際に0x17〜0x22歳（16進数）を追加）かつ、中卒または高卒のみ（大学在学者は卒業の意志がないこと）というものだった[139]。
- 2007年12月17日、ニコニコ動画で流行した初音ミクを使ったオリジナル曲をJASRACに登録していたことが話題になる[140]。この登録において、初音ミクの販売元であるクリプトン・フューチャー・メディアの規定した、「登録するアーティスト名は作成者と初音ミクの名前を併記する」という条件を無視し、「初音ミク」だけで登録されていた。アーティスト名の登録の修正はおこなわれたが、さらに着うた配信について、作者との契約がないまま行われたなどという内容の掲示板の書き込みが話題になっている[141] ことなどについて、両者それぞれが提供サービスブログ・自社事業部ブログのブログエントリおよびコメントで反論しあう事態となった。この際ドワンゴとの縁があった人物が解決策を提案、作品を公開、動画投稿サイトに投稿したとされる。 2007年（平成19年）12月25日には ドワンゴから「着うた配信及び今後の協業に関する共同コメント」を発表した。
- FC2を被告とする特許侵害訴訟についてはFC2#特許権侵害訴訟問題を参照。

## テレビ番組
- 日経スペシャル カンブリア宮殿 会員が急増中「ニコ動」って何だ！？ ネット動画に革命！（2012年5月24日、テレビ東京）[142]